# Utrka na 200 m s preponama na Olimpijskim igrama
Osvajači olimpijskih medalja u atletskoj disciplini 200 m s preponama, koja se u programu Igara našla svega u dva navrata, prikazani su u sljedećoj tablici:
| Olimpijske igre | Zlato                  | Srebro                 | Bronca               |
| Pariz 1900.     | Alvin Kraenzlein (SAD) | Norman Pritchard (IND) | John Tewksbury (SAD) |
| St. Louis 1904. | Harry Hillman (SAD)    | Frank Castleman (SAD)  | George Poage (SAD)   |